# Camp (Kunst)
Camp ist eine stilistisch überpointierte Art der Wahrnehmung  kultureller Produkte aller Art (Film, Musik, Literatur, Bildende Kunst, Mode, Make-up etc.), die am Künstlichen und der Übertreibung orientiert ist; oft gehören die als campy erlebten Werke der Trivial- oder Populärkultur an, die hier jedoch nicht (nur) gedankenloser Zerstreuung dient, sondern eine ästhetische Aufwertung erfährt.

## Begriffsbestimmung

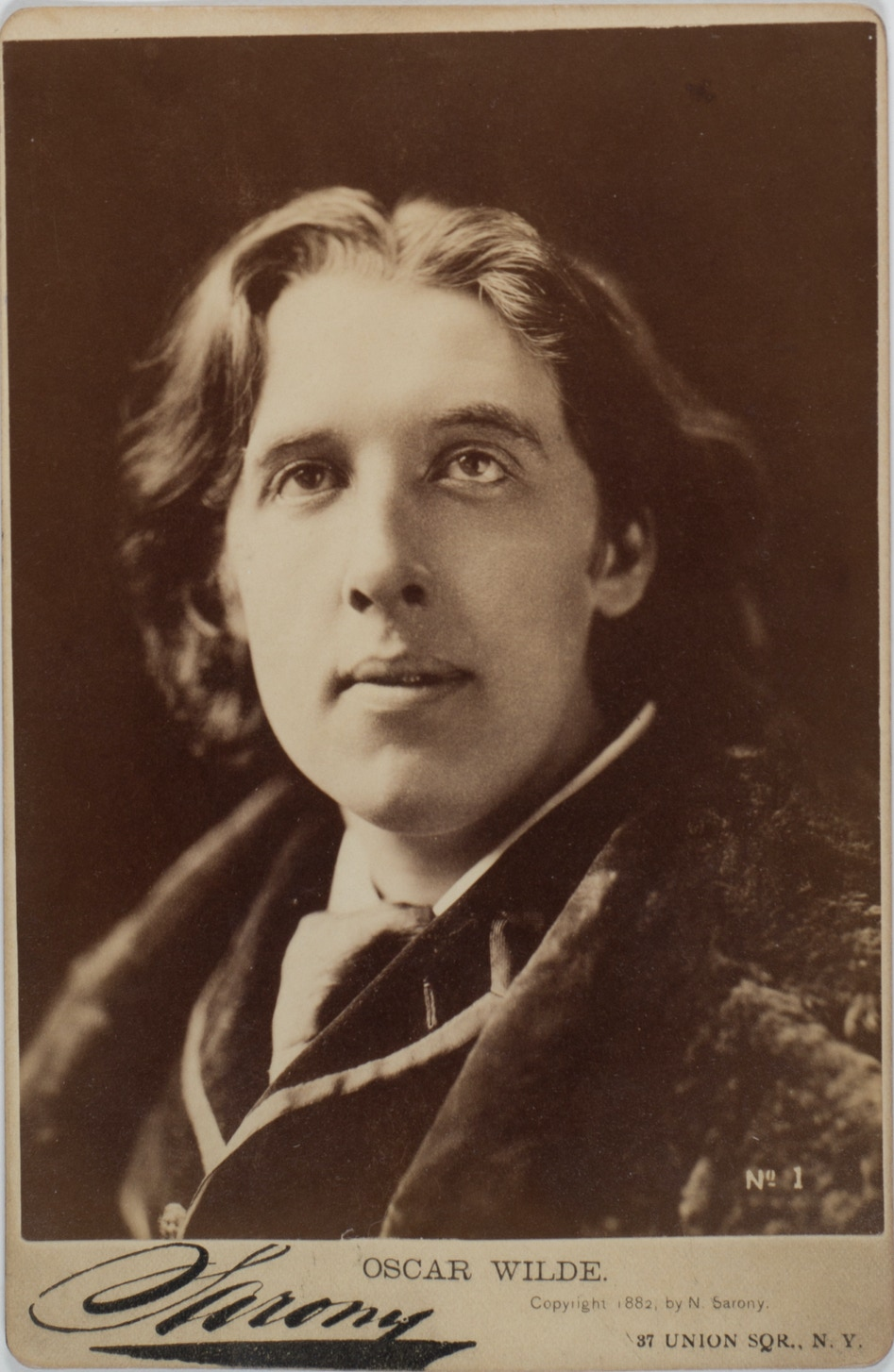
Oscar Wilde

Schon der mit dem Dandytum der Wende vom 19. zum 20. Jahrhundert in Verbindung stehende Ästhetizismus (in der Literatur z. B. bei Oscar Wilde) kann als Vorläufer des Camp angesehen werden, dessen eigentliche Zeit jedoch in den 1950er und 1960er Jahren anzusiedeln ist. Es besteht eine gewisse Verbindung zur Pop Art und anderen Kunstrichtungen dieser Zeit, die auf der Alltagskultur aufbauen. Die Kritikerin Susan Sontag stellte in ihrem Essay Notes on Camp einen Zusammenhang zwischen Camp und Homosexualität her. Camp hat im Englischen unter anderem die Bedeutung „affektiert“ oder „kitschig“.

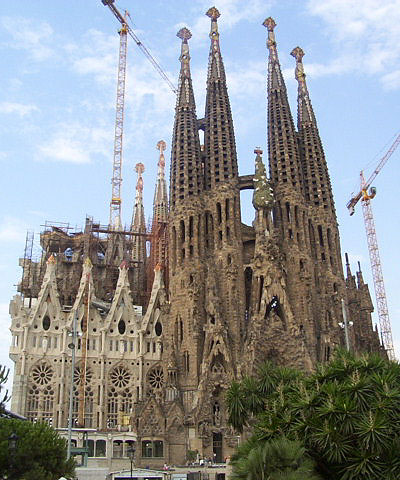
Gaudí-Kathedrale Sagrada Família

Oft erlangen Gegenstände, Kunststile und Künstler „Camp-Status“, wenn sie im Mainstream gerade – oder seit geraumer Zeit – aus der Mode gekommen sind. Hier tut sich eine Nähe des Camp zur Historisierung vergangener Populärkultur, zur Retro-Welle und zu abgesunkenen soziokulturellen Mentalitäten auf. Die Camp-Wahrnehmung sucht dabei nicht nach den „ewigen Werten“, die beispielsweise bei der Neuinterpretation von kulturellen Klassikern aus dem Strom der verflossenen Zeit gerettet werden sollen, sondern kapriziert sich gerade auf die vergänglichen Aspekte von Kunst und Darstellung. Besonders gern werden hier Werke und Personen wahrgenommen, die ihrer Epoche zeitlose Archetypik und Großartigkeit („die Frau“, „die Schönheit“, „das Biest“) vermitteln wollten und dabei mehr oder minder grandios scheiterten. So konnten auch die öffentlichen Auftritte eines Politikers wie General de Gaulle, der im Alleingang die Würde einer ganzen Nation voll todernstem Pathos repräsentieren wollte, als campy empfunden werden. Auch das heillos überzogene Pathos der Architektur eines Antoni Gaudí oder die bereits selbstironisch überspitzte Darstellung einer Sex-Ikone durch Mae West waren klassische Camp-Artikel.
Im engeren Sinne bezog sich Camp ursprünglich vor allem auf übertriebene, teilweise selbstironische Darstellungen nicht nur femininer Affekte, wie sie in der schwulen Subkultur sowie bei einigen klassischen weiblichen Hollywood-Stars (Bette Davis etc.) vorherrschten. Filmemacher wie John Waters und Rosa von Praunheim verwendeten Camp in den 1970er Jahren zum Teil als stilprägend in ihren Werken. So entstanden Kultfilme wie Pink Flamingos von John Waters und Die Bettwurst von Rosa von Praunheim. Noch heute greifen (queere) Filmemacher auf Camp-Elemente zurück, aber eher als Reminiszenz an alte Filme. Camp findet sich zum Beispiel auch  in der Filmkunst von David Lynch wieder.

Ein inzwischen als überholt, lächerlich oder misslungen geltender Stil ist dabei nicht automatisch Camp. Nach Susan Sontag muss eine gewisse Theatralik, Leidenschaftlichkeit und Verspieltheit sichtbar werden; Camp-Ironie ist auch überwiegend auf sentimentale und liebevolle Weise ironisch, will die erwählten Gegenstände, Personen und Kunstwerke nie nur vorführen oder der Lächerlichkeit preisgeben. Ferner entsteht gute campy Kunst eher naiv und unfreiwillig; halbherzig gewollte Adaption der Camp-Optik nannte Sontag verächtlich Camping. 

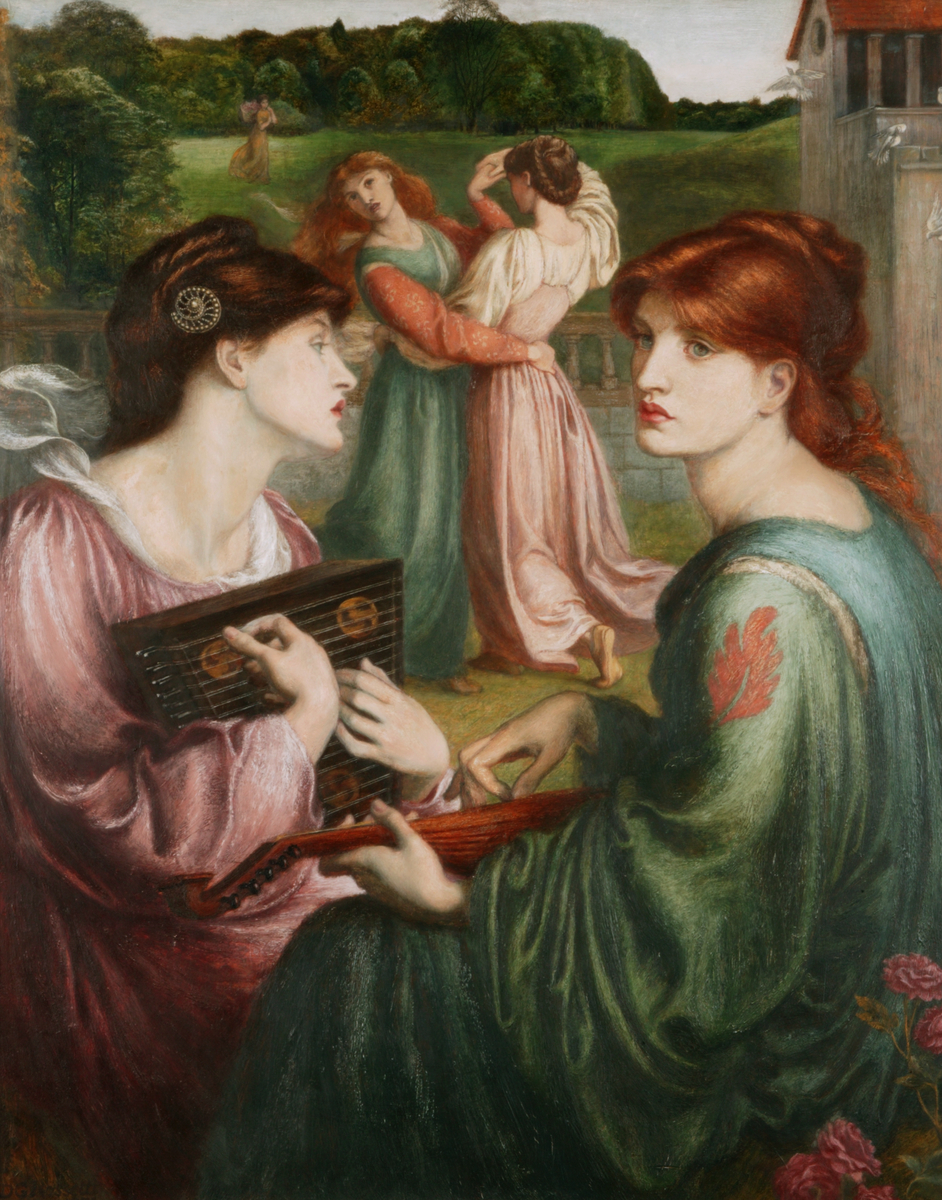
Hohe Kunst oder pathetischer Kitsch? Reizvolle Ambivalenz für Camp-Ästheten. Hier: Präraffaeliten

Eine gewisse Überschneidung der camp-sensibility mit semiotischer Kulturanalyse sollte ebenfalls beachtet werden. Anhänger des Camp-Geschmacks abstrahieren oft von den Inhalten der dargebotenen Artefakte, sie genießen Form, Dekor, Ornament und Variation – daher sind weitgehend festgelegte Genrekünste auch besonders dankbare Objekte für Camp-Konsumenten. Die struktural-semiotische Analyse konzentrierte sich gleichfalls weniger auf die von Autoren und Künstlern intendierte Bedeutung von Kunstschöpfungen als auf das Beziehungsnetz und Spiel der Zeichen, auf die Mechanismen der Rezeption. Semiotiker wie Umberto Eco oder Roland Barthes schreckten denn auch nicht vor Analysen von Textilmode, Trivialromanen, Freizeitparks oder Wrestling zurück.
Camp gibt es auch in den Werken des Schriftstellers Christian Kracht. Selbst im deutschen Schlager wollen manche (eher unfreiwillige) Camp-Aspekte entdecken, etwa in der Musik Howard Carpendales. Madonnas Verwendung von Camp-Ästhetik, oft direkt den Trends schwuler Subkultur abgeschaut, bezeichnet dann bereits ein zentrales Problem des Camp: Ist das noch freundliches Zitat oder bereits exploitative Aneignung durch die etablierte Kulturindustrie?
Camp  hatte immer eher den Charakter des Geheimtipps, war meist das Goutieren abseitiger ästhetischer Aspekte der Massenkultur in urbanen Kleingruppen von Eingeweihten. Das Phänomen kann auch begriffen werden als zunächst recht exklusive Emphatisierung des Banalen. Hingegen beklagen Kritiker eine Überdehnung des Camp-Konzepts, wenn beispielsweise Doktorarbeiten über Rudi Carrell oder Heinz G. Konsalik entstehen oder Guildo Horns Schlagerparodien und Bully Herbigs Genresatiren mit einem Augenzwinkern zum Kult erklärt werden. So spricht Diedrich Diederichsen in ähnlichem Zusammenhang über „dieses eklige, moderne Wohlwollen der vermeintlichen Trivialität gegenüber“.